# Winswell
Winswell – przysiółek w Anglii, w Devon. Leży 47,3 km od miasta Exeter, 58,7 km od miasta Plymouth i 291,4 km od Londynu. Winswell jest wspomniana w Domesday Book (1086) jako Wifelswille/Wivleswilla.